# Майке Фреліх
Майке Фреліх (нім. Meike Fröhlich; нар. 10 липня 1979) — колишня німецька тенісистка.
Найвищу одиночну позицію світового рейтингу — 227 місце досягла 26 Jan 1998, парну — 286 місце — 2 Aug 1999 року.
Здобула 3 одиночні та 1 парний титул.

## Фінали ITF
| Турніри $25,000 |
| Турніри $10,000 |

### Одиночний розряд: 6 (3–3)
| Результат | Ранг | Дата           | Турнір                    | Покриття | Суперниця          | Рахунок       |
| --------- | ---- | -------------- | ------------------------- | -------- | ------------------ | ------------- |
| Перемога  | 1.   | 26 січня 1997  | Стамбул, Туреччина        | Тверде   | Евелін Фаут        | 6–2, 6–2      |
| Поразка   | 1.   | 1 червня 1997  | Бургас, Болгарія          | Тверде   | Алессія Ломбарді   | 6–4, 4–6, 2–6 |
| Поразка   | 2.   | 15 червня 1997 | Веленє, Словенія          | Ґрунт    | Анна Фелденьї      | 1–6, 1–6      |
| Перемога  | 2.   | 27 липня 1997  | Вальядолід, Іспанія       | Ґрунт    | Дафне ван де Занде | 6–3, 4–6, 6–2 |
| Перемога  | 3.   | 10 травня 1998 | Куарту-Сант'Елена, Італія | Тверде   | Патті ван Аккер    | 6–4, 3–6, 6–1 |
| Поразка   | 3.   | 2 серпня 1998  | Памплона, Іспанія         | Тверде   | Петра Рампре       | 2–6, 6–7(3)   |

### Парний розряд: 4 (1–3)
| Результат | Ранг | Дата           | Турнір                 | Покриття | Партнерка        | Суперниці                        | Рахунок         |
| --------- | ---- | -------------- | ---------------------- | -------- | ---------------- | -------------------------------- | --------------- |
| Перемога  | 1.   | 25 серпня 1996 | Бад-Наугайм, Німеччина | Ґрунт    | Павліна Нола     | Сімона Галікова Патрісія Маркова | 7–6(4), 7–6(10) |
| Поразка   | 1.   | 1 червня 1997  | Бургас, Болгарія       | Тверде   | Кристина Поятина | Павліна Нола Теодора Недева      | 1–6, 2–6        |
| Поразка   | 2.   | 2 серпня 1998  | Памплона, Іспанія      | Тверде   | Селіма Сфар      | Ева Бес Аманда Гопманс           | w/o             |
| Поразка   | 3.   | 25 липня 1999  | Вальядолід, Іспанія    | Тверде   | Ленка Ценкова    | Деббі Гак Андреа ван ден Гурк    | 6–2, 3–6, 6–7   |